# Guerra arquidámica
Se conoce como la guerra arquidámica a la primera parte de la guerra del Peloponeso, que comprende desde su estallido en 431 a. C. hasta la Paz de Nicias (421 a. C.). Su nombre deriva del rey de Esparta, Arquidamo II, quien (pese a no ser un entusiasta de la guerra) dirigió las invasiones peloponesias al Ática hasta su muerte en 427 a. C. El conflicto duró diez años y puede dividirse en cuatro fases:
1. La guerra defensiva de Pericles (hasta su muerte).
2. La guerra ofensiva de Atenas tras la muerte de Pericles.
3. La ocupación ateniense de Pilos y Esfacteria.
4. La paz del 421 a. C. lograda por el estratego ateniense Nicias.

## Hasta la muerte de Pericles
Los principales acontecimientos de la narración de Tucídides de la guerra hasta la muerte de Pericles, son:
1. La primera invasión del Ática por los espartanos.[2]
2. El principio del asedio de Platea por su vecina beocia, Tebas.[3]
3. La epidemia de peste en Atenas.[4]

### Invasiones del Ática

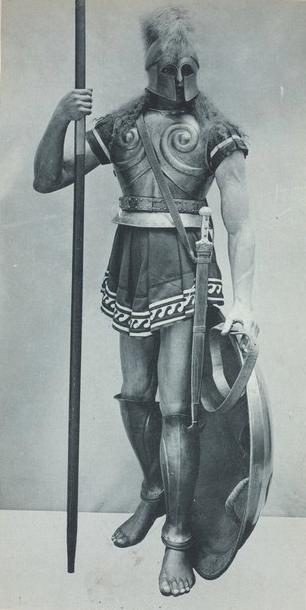
Representación de finales del de un hoplita espartano.

El plan de operaciones de los espartanos y de la Liga del Peloponeso consistía en presentarse en el Ática todos los años, antes de la recolección, y arrasar los campos para forzar a los atenienses a iniciar una lucha en campo abierto, en la que resultarían perjudicados.
Por su parte, Esparta seguía fomentando el descontento entre los aliados atenienses de la Confederación de Delos.
Los atenienses sabían que el resultado final dependía de su flota a la que se asignó cuatro misiones específicas:
- El control de las rutas marítimas del Mediterráneo Occidental a través del golfo de Corinto y en torno a la península del Peloponeso.
- Hostigar a los espartanos con desembarcos en sus costas.
- Consolidar una serie de puntos estratégicos, claves para mantenerles bloqueados.
- Aislar a las fuerzas peloponesias de sus aliados de Sicilia y de la Magna Grecia.

En 431 a. C., dos meses después de los hechos relatados en la siguiente sección, el ejército espartano se presentó en el Ática y Arquídamo intentó, como ya lo hiciera en una ocasión anterior, que los atenienses hicieran algunas concesiones. Pericles no cedió. Además la Asamblea ateniense promulgó un decreto por el que se prohibía negociar con el enemigo, si presionaba con las armas.
Para una mayor seguridad, los atenienses refugiaron a sus familias y sus bienes en los Muros Largos, y desde allí pudieron contemplar cómo sus trigales, viñedos y olivares eran destruidos por los peloponesios.
Arquídamo hubo de retirarse del Ática tas haber esperado inútilmente durante un mes a que salieran las tropas de Pericles a defender sus tierras y tratar de expulsarle. Por otra parte, carecía de alimentos, pues los atenienses habían retirado sus reservas de comida y sus ganados.

### Ataque a Platea
Las acciones bélicas empezaron en el 431 a. C., con el ataque de Tebas contra la ciudad de Platea, aliada de Atenas, y hostil a la supremacía tebana en la Liga Beocia, la cual constituía una especie de puesto avanzado en territorio beocio. Entre las dos ciudades existían grandes tensiones, ya que los tebanos buscaban ampliar la Liga Beocia, al frente de la cual estaban, y no quería renunciar a Platea.
En la primavera de 431 a. C., los tebanos ayudados por una facción protebana desde el interior intentaron apoderarse de Platea por sorpresa. La tentativa fracasó, pero los platenses, asustados, mataron a los 330 prisioneros tebanos que habían penetrado subrepticiamente en la ciudad, y dicha masacre alzó a los tebanos contra ellos.
Aunque la agresión tebana a un aliado ateniense abría tácitamente las hostilidades, el inicio «oficial» de la contienda, no llegó hasta mayo, con la invasión peloponésica del Ática encabezada por el rey euripóntida Arquídamo II.

### Siguientes acciones bélicas

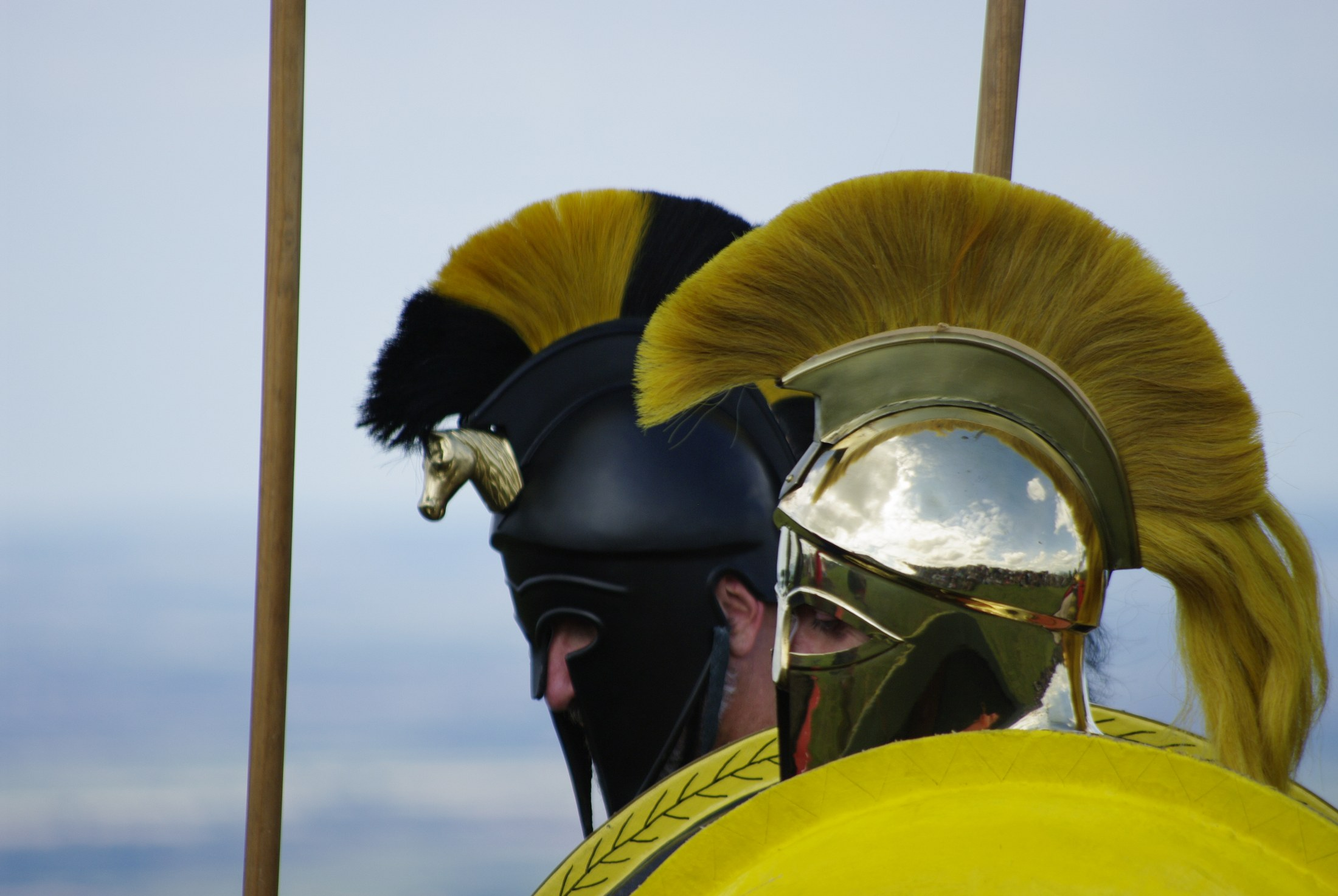
Dos cascos griegos del tipo clásico greco-corintio usados por dos miembros de una asociación de recreación.

En estos primeros años de la guerra, Atenas desplegó una intensa actividad militar que se manifestó, entre otros hechos, en invadir anualmente a la vecina región de Megáride, la expulsión de los eginetas de su propia isla para establecer en ella clerucos (colonos) atenienses quienes, en virtud de un pacto entre Atenas y Esparta, se establecieron en la región de Tirea. También los atenienses se lanzaron al control absoluto del golfo de Corinto y de la ruta marítima al mediterráneo occidental.
En 431 a. C., Pericles conforme a sus posibilidades y planes estratégicos, envió una escuadra de cien trirremes contra las costas del Peloponeso, que aunque fracasó en Metone (en la costa occidental de Mesenia), defendida por el general espartiata Brásidas, tuvo éxito en Élide.
Brásidas, atípico estratego espartiata, fue sin duda el más destacado de la guerra arquidámica, por lo que mereció el elogio de Tucídides por su talento militar y su habilidad diplomática.
El noroeste continental griego fue un importante teatro de operaciones, región en la que Atenas con la ayuda de sus aliados acarnanios, intentó eliminar la influencia corintia. En 431 a. C. las mismas 100 naves que habían circunnavegado el Peloponeso se apoderaron de la colonia corintia de Solio, desalojaron del poder en Ástaco al tirano filo-corintio Evarco -restaurado por los corintios en el invierno siguiente- y ganaron por medios diplomáticos la isla de Cefalonia, en la boca del golfo de Corinto
Los rápidos desembarcos en territorio perieco de Laconia y Mesenia se repitieron en años sucesivos:
- en 430 a. C. Sobre dichas acciones véase el segundo párrafo de la sección Tras la muerte de Pericles.
- en el verano de 428, cuando en dos ocasiones la flota ateniense asoló regiones costeras lacedemonias. Tucídides refleja la preocupación de los espartiatas.[12]

En la primavera de 430 a. C., 4000 hoplitas atenienses y 300 caballeros a bordo de 100 naves de transporte de caballería propias y 50 de Quíos y Lesbos, arrasaron la campiña de Epidauro e intentaron un asalto sobre la ciudad, que fracasó, tras lo cual devastaron los campos de Trecén, Halias y Hermíone, ciudades situadas en la península de Acté, en el noroeste de la península peloponesia. La expedición terminó con la conquista y saqueo de Prasias.
La devastación de estas tres ciudades, además de minar la moral espartana, constituyó una llamada de atención a Argos para que abandonase su neutralidad y encabezara la oposición a Esparta en el Peloponeso. Por otra parte, Prasias, situada al sur de Cinuria, era un punto caliente del ancestral conflicto entre espartanos y argivos por la posesión de esta región fronteriza entre Laconia y la Argólida, querella que se recrudeció cuando los espartanos asentaron allí a los eginetas expulsados de su isla por los atenienses.
| Ciudades griegas Jónicas Dóricas Macedonias | Ciudades no griegas Tracias De población mixta tirreno-pelasga |

Mapa con las ciudades aliadas de uno y otro bando en Macedonia y la Calcídica.
Ciudades griegas
Jónicas
Dóricas
Macedonias
Ciudades no griegas
Tracias
De población mixta tirreno-pelasga

En el verano del 430 a. C. se produjo un intento de acercamiento diplomático de Esparta a Persia, mediante el envío de una embajada integrada por los espartanos Aneristo, Nicolao y Pratodamo, el tegeata Timágoras, el corintio Aristeo y el argivo Pólide, que tenía como principal misión lograr el apoyo financiero el Gran Rey a la Liga del Peloponeso. La presencia en esta delegación de al menos dos espartiatas de alto linaje como eran Aneristo y Nicolao, descendientes de Espertias y Bulis, los dos nobles que ofrecieron sus vidas a Jerjes I para expiar el crimen cometido contra los heraldos del Gran Rey persa, ratificaba la disposición espartana a continuar la guerra hasta la desintegración del imperio ateniense, precisamente en un momento en que Atenas buscaba una solución pacífica al conflicto. De camino a Persia, los embajadores aprovecharon para persuadir al rey odrisio Sitalces de que abandonara la alianza ateniense, lo que podría ser muy útil para el auxilio a Potidea, e incluso para sublevar a toda la Calcídica, muy próxima al reino tracio. Pero casualmente, se hallaban en la corte de Sitalces dos embajadores atenienses que convencieron a Sádoco, hijo del soberano odrisio, que acababa de recibir la ciudadanía ateniense, para entregarles a los enviados peloponesios. Los integrantes de la embajada fueron apresados, conducidos a Atenas y ejecutados sin juicio previo. Tucídides explica la violación de la ley que permitía a cualquier individuo defenderse públicamente, por el temor que despertaba Aristeo, a quien se acusó de todos los males sobrevenidos en Potidea y Tracia.
A finales del verano de 430 a. C., los lacedemonios y sus aliados enviaron una expedición de 100 naves, con 1000 hoplitas a bordo, contra la isla de Zacinto, situada frente a Élide y aliada de Atenas. Al mando del espartiata Cnemo, desembarcaron y devastaron la mayor parte de la isla. Al no rendirse los zacintios pusieron proa hacia el Peloponeso. Tucídides da a entender que la campaña militar fue un fracaso por la participación de Cnemo como navarca (almirante), ya que lo veía como el arquetipo de espartiata por su falta de energía y decisión. Zacinto era de una gran importancia estratégica por servir de escala en los periplos atenienses del Peloponeso y dada su situación frente a las costas de Élide, no lejos de la base naval peloponesia de Cilene. Lo más importante es el momento en el que se produjo la expedición, poco después de que Atenas entablara negociaciones para el final de la guerra; conversaciones que no conocemos porque Tucídides ni siquiera las esboza, poco preocupado por los frustrados intentos de paz.
Atenas atravesaba por un momento muy difícil en la guerra, no tanto por las invasiones anuales de los peloponesios como por la epidemia que diezmaba a la población. Sumado a ello, estaba el rápido agotamiento del tesoro de Atenea, acelerado por la sangría financiera que suponía la prolongación del sitio de Potidea, y que la autoridad de Pericles era puesta en entredicho por una mayoría del pueblo que le culpaba de las desgracias de la guerra. Críticas que llegaron a concretarse en la privación temporal del cargo de estratego y en la imposición de una multa.
No se sabe qué condiciones ponía Esparta para sellar la paz, aunque no debieron de ser muy diferentes de las exigidas antes del estallido del conflicto, porque el silencio del historiador ateniense sugiere una intransigencia por ambos bandos y un escaso fruto de la vía diplomática.

### La peste
Una epidemia, originada en Etiopía, fue introducida por el puerto de El Pireo en 430 a. C. y rápidamente se propagó por una ciudad cuya densa población vivía apiñada dentro de las murallas en precarias condiciones higiénicas.
Pese a que Tucídides describe con precisión los síntomas, la naturaleza de la enfermedad sigue siendo objeto de debate entre los patólogos, que barajan las posibilidades de peste bubónica, tifus, viruela y gripe.
En tres años perecieron 4400 hoplitas y 300 caballeros, es decir, aproximadamente un tercio de ambos cuerpos, un porcentaje de víctimas que presumiblemente también se registraría entre el conjunto de la población.
Pericles, sucumbió a la epidemia y murió en 429 a. C.
La epidemia, por otra parte, se repitió en 427 a. C.

## Tras la muerte de Pericles
El vacío de poder que dejó Pericles fue ocupado por el aristócrata Nicias y el demagogo Cleón (†. 422 a. C.), el primero partidario de un entendimiento con Esparta que pusiera fin al conflicto, y el segundo proclive a una guerra a ultranza y sin concesiones. Esta lucha interna afectó a la política exterior ateniense, que experimentó continuos vaivenes según el pueblo se dejaba persuadir por uno u otro líder. La herencia política del «Olímpico» recayó, además, en Éucrates y Lisicles (siglo V a. C.).
Ninguno de estos personajes supo aprovechar las oportunidades que se presentaron a los atenienses para salir airosa de una guerra difícil.

### Formión y Cnemo

Mapa del golfo de Corinto

En el verano de 429 a. C., los espartanos pusieron en práctica un vasto y ambicioso plan en el noroeste que aspiraba a la dominación no sólo de Acarnania, sino también de las islas de Zacinto y Cefalonia e incluso de Naupacto, donde desde el invierno del 430-429 a. C., los atenienses situaron una flota bajo el mando de Formión que acrecentaba su control del Golfo de Corinto.
El plan espartano dificultaría extremadamente o incluso impediría a los atenienses la circunnavegación del Peloponeso y el bloqueo del golfo de Corinto por falta de puertos en donde recalar sus naves. Pero la campaña acarnania, dirigida también por Cnemo, acabaría en otro descalabro debido a la mala coordinación entre los intervinientes y a la inconstancia en el liderazgo de los espartanos, más dispuestos a retirarse ante cualquier eventualidad o contratiempo que a empeñarse en una empresa lejana de la que no eran directos beneficiarios. Las 47 naves que constituían la flota de apoyo a Cnemo no pudieron eludir la vigilancia de Formión y se vieron obligadas a combatir a la entrada del golfo de Corinto. Las dos naumaquias, en la segunda de las cuales se impuso Formión, a pesar de tener una desventaja en número de naves de casi 4 a 1, consiguió encerrar en el golfo a una gran parte de la escuadra peloponesia. Esto impidió a la Liga del Peloponeso participar en la defensa de las costas peloponesias, pues las consecuencias de ambas derrotas fueron desastrosas para ella.
Después, Formión dio un rodeo por Acarnania, región con varios territorios dominados por los aliados de Atenas. Regresó a Atenas por Naupacto, y así logró dificultar el suministro de trigo de la Magna Grecia al Peloponeso. A pesar de sus éxitos se le acusó ante los tribunales y fue condenado a pagar una multa que al no poder satisfacer, conllevó su atimia (pérdida de la ciudadanía). Debido a ello no pudo volver a desempeñar ningún cargo público.
En el plano militar, Atenas conservó Naupacto, con lo que ello significaba para el bloqueo del golfo y del istmo de Corinto, mientras que casi un cuarto de la flota peloponesia había quedado desmantelada y sus tripulaciones capturadas o muertas. Efectos que se dejaron sentir sobre la actividad naval en los siguientes años. Otro hecho no menos importante fue el afianzamiento naval del poder ateniense en el noroeste continental de Grecia en detrimento de los corintios, como demostrarían poco después las expediciones a Acarnania de Formión y de su hijo Asopio.

### Revuelta de Mitilene

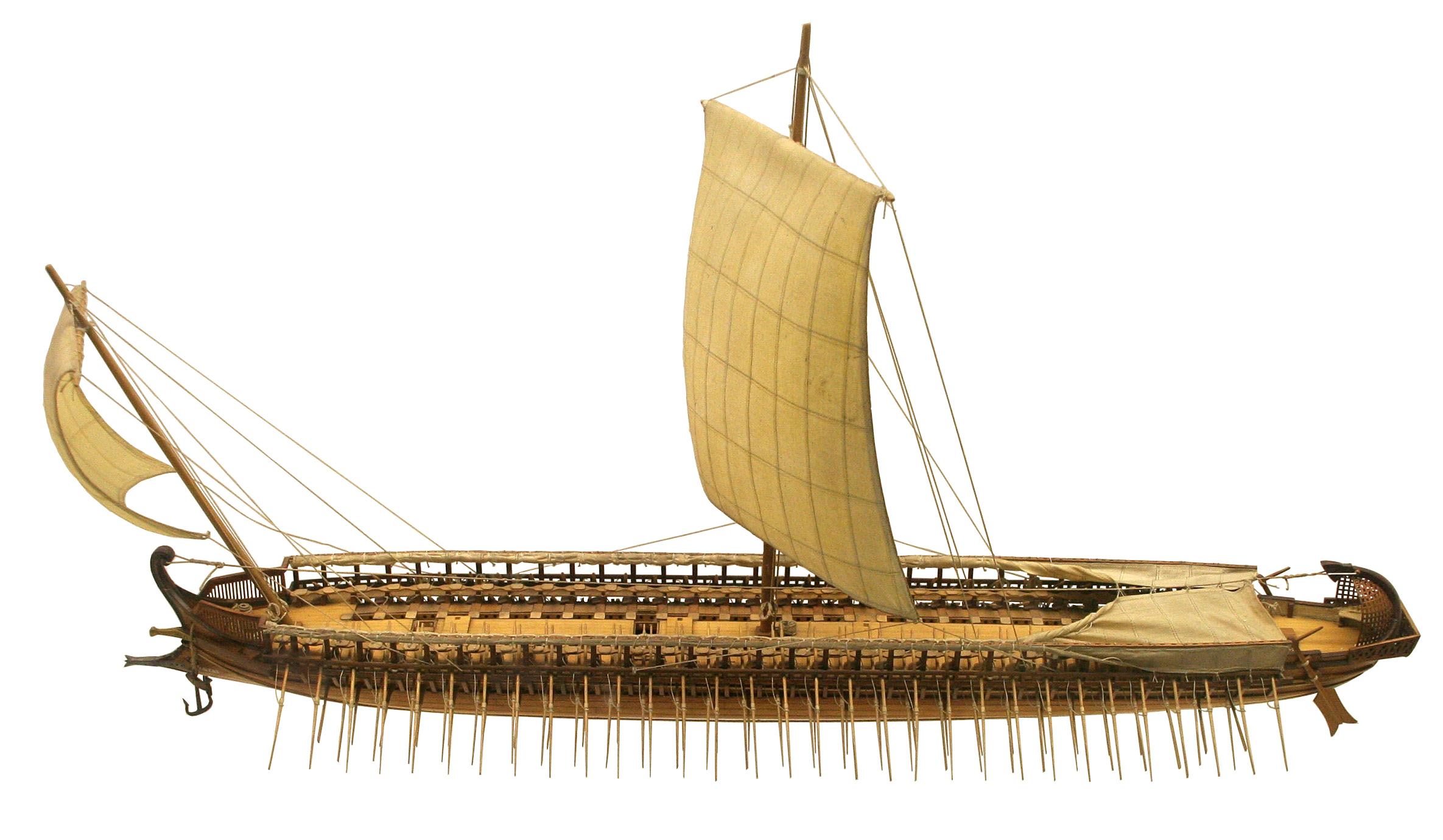
Maqueta de un trirreme griego.

En 428 a. C., la isla de Lesbos, que había sido durante medio siglo uno de los más fieles aliados de Atenas, desertó de la Confederación de Delos. Dicha defección podía arrastrar a otras polis y minar el dominio ático en Asia Menor. Lesbos por su estratégica posición en la región de los estrechos del norte del mar Egeo, fue admitida en la Liga del Peloponeso, aunque los peloponesios no le prestaron una eficaz ayuda. Los atenienses enviaron a la isla al estratego Paques al mando de 1000 hoplitas, con 250 trirremes, bloqueó los dos puertos de Mitilene y la cercó con un muro.
Como la expedición de castigo ateniense acarreó grandes gastos, Atenas hubo de recurrir a un impuesto sobre la fortuna, eisfora, que proporcionó un fondo de 200 talentos.
Mientras tanto, otra flota ateniense realizaba un periplo por el Peloponeso. Debido al daño que infringía a las comunidades periecas de Laconia, los espartanos optaron por acudir en su ayuda, en vez de ir a socorrer a los mitileneos. Cuando Esparta decidió enviar una flota de 40 naves a las órdenes de Álcidas, ya era tarde. En las Cícladas, el navarca espartano recibió la noticia de que Mitilene se había rendido.
También la ciudad de Mileto, que solicitó ayuda a la Liga del Peloponeso, la esperó en vano y hubo de capitular. En el tratado entre Paques y los mitileneos, el general ateniense se comprometió a no ejecutar, esclavizar o encarcelar a ningún mitileneo antes de que regresara una embajada que los habitantes de esta ciudad habían enviado a Atenas. La ekklesía, a propuesta de Cleón decidió que se castigase de manera ejemplar a todos los mitileneos, que los adultos fuesen pasados a cuchillo y los niños fuesen reducidos a esclavitud. Pero en una nueva Asamblea convocada con urgencia, el pueblo fue convencido por Diódoto para que se derogase el cruel pséphisma (decreto) y se cambiara por otro que solo condenara a muerte a los responsables de la insurrección. También se decretó que las murallas fuesen derribadas, que sólo serían ejecutados los embajadores, cuya cifra aún hoy se desconoce, la pérdida de la autonomía, la entrega de la flota, la confiscación de todas las tierras cultivables, a excepción de las de Metimna, para repartirlas después entre clerucos atenienses.

### El final de Platea
En 427 a. C., los espartanos y sus aliados, marcharon con sus tropas a Platea, que estaba sitiada desde 429 a. C. Platea, aliada de Atenas seguía siendo una espina clavada en el corazón de la Liga Beocia, liderada por los tebanos. Después de sendos discursos de platenses y tebanos, cinco jueces espartanos desplazados al efecto a Platea complacieron a sus aliados tebanos con la decisión de ejecutar a los 225 defensores que se habían rendido (200 platenses y 25 atenienses) y esclavizar a 110 mujeres. La ciudad fue destruida y las tierras y comunidades pequeñas que dependían de ella fueron anexionadas por los tebanos (427 a. C.), que vieron su poder político y económico incrementado dentro de la confederación.

### La Guerra civil de Córcira

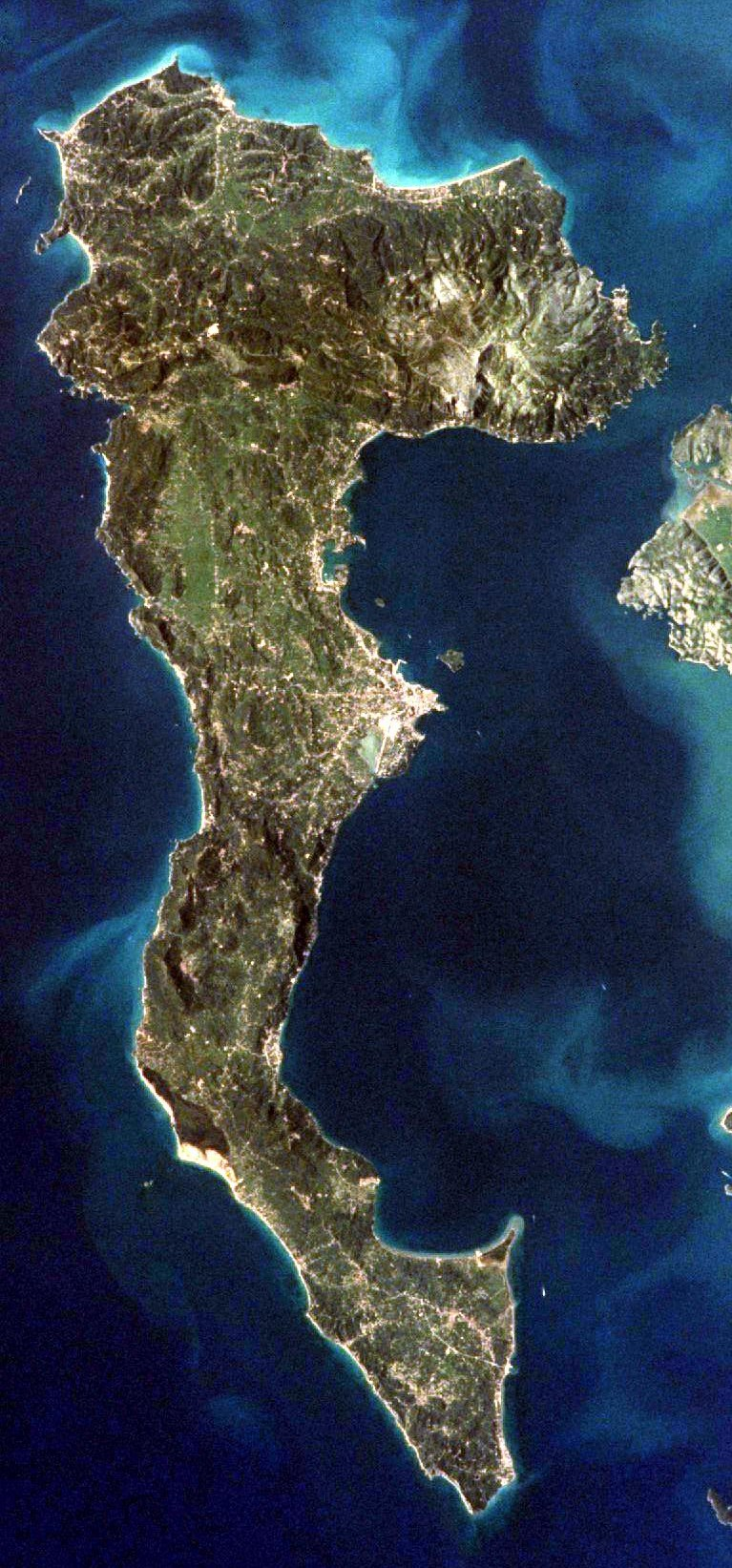
Isla de Córcira, la actual Corfú.

La Guerra civil (stásis) que estalló en Córcira representó el primer incidente de consecuencias dramáticas para la política interna de una ciudad como consecuencia de la intromisión de las dos potencias que se disputaban la hegemonía de la Hélade.
En 427-426 a. C., el endémico antagonismo ente los demócratas y los oligarcas corcirenses degeneró en un conflicto abierto civil cuando los segundos intentaron hacerse con el poder por medios violentos y derrocar el gobierno democrático.
Los prisioneros que se hicieron durante las batallas a causa de la ciudad de Epidamnos, habían sido liberados, ya fuera a cambio de una enorme suma por su rescate, o por la promesa que hicieron para reconciliar su ciudad y Corinto.
Córcira poseía la tercera mayor flota de la época, que de caer en manos de los peloponesios inclinaría la balanza del equilibrio naval. Además, la isla de Corcira tenía un gran valor estratégico por su localización en la ruta marítima a la península itálica y Sicilia, a donde Atenas envió ese mismo año su primera expedición para cortar el aprovisionamiento de grano al Peloponeso y la probabilidad de hacerse con el control de la isla.
La intervención del ateniense Nicóstrato con su flota tampoco solucionó el problema, aunque de momento Corcira firmó una alianza con Atenas que sustituía a la anterior epimachia (alianza defensiva).

## Ocupación ateniense de Pilos y Esfacteria[42]

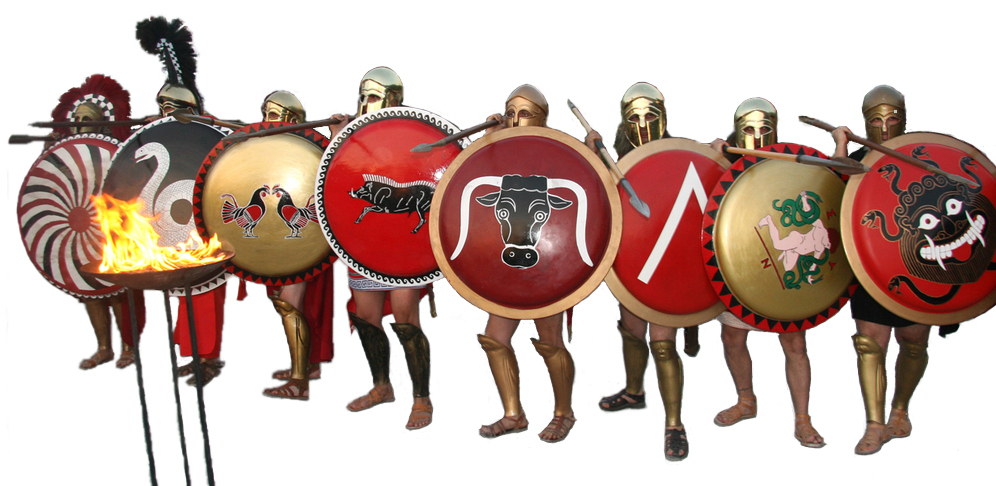
Recreación moderna de una fila de hoplitas.

La guerra iba a tomar un sesgo nuevo e inesperado favorable a Atenas, en medio de los éxitos y fracasos en cada uno de los dos bandos contendientes. Los atenienses habían decidido llevar a cabo una intensa actividad naval en el mar Jónico, con el fin de atacar a los aliados de Esparta y con la pretensión de extender su hegemonía a Sicilia y Magna Grecia.
Atenas destacó allí su flota con dos objetivos concretos:
- aislar al Peloponeso de las ricas colonias de Italia y Sicilia, en especial de Siracusa
- imponer su hegemonía política sobre las colonias griegas de Occidente.

La intervención ateniense se apoyó en las viejas y enconadas rivalidades que venían enfrentando secularmente a los griegos de estas colonias occidentales.
Desde mucho tiempo antes, Siracusa amenazaba a Segesta, Leontinos y Regio, entre otras. Pericles había pactado con ellas en contra de Siracusa y sus aliados (Gela, Selinunte, Hímera y Locri).
Al mando de Laques hicieron aparición 40 naves, entre los años 427 y 426 a. C. Regresaron a Atenas sin ningún éxito real, debido a que los griegos de Sicilia se reunieron en Gela adivinando las intenciones anexionistas de Atenas, y acordaron firmar la paz entre sí. Pero la ekklesía ateniense, obedeciendo a dirigentes belicistas y megalómanos, condenó al exilio a los tres strategos de la escuadra y les acusó de haber sido corrompidos para renunciar a la conquista.
En las costas peloponesias Atenas obtuvo resultados favorables, que no supo aprovechar. Demóstenes desembarcó en la costa de Mesenia para hostigar a los espartanos. La flota a su mando, hubo de echar anclas en la bahía de Pilos a causa de un temporal, momento que aprovechó el strategos ateniense para que los otros dos colegas en el cargo, Eurimedonte y Sófocles, ocupasen la península de Corifasio. Desde ahí los atenienses podían estar en contacto con los mesenios.
Mientras la mayor parte de las naves continuaban hasta Corcira y Sicilia, Demóstenes se quedó atrás con cinco trirremes.
Los espartanos ocuparon la isla de Esfacteria, situada al sur de Pilos, con la intención de enfrentarse al destacamento ateniense. La flota ateniense que se había dirigido a Corcira, regresó desde Zante y bloqueó las dos entradas de la bahía de Pilos, aislando en Esfacteria a un buen número de hoplitas lacedemonios. Ante esta dramática situación, Esparta concertó un armisticio para la región de Pilos y quería negociar la paz con los atenienses. Ante el poder de los radicales atenienses, bajo el liderazgo de Cleón, la Asamblea dio la orden a éste de que pusiera fin a dicha situación. Los hoplitas atenienses desembarcaron en la isla e hicieron deponer las armas a los espartanos y capturaron a 120 espartiatas.
El éxito de la operación no fue de Cleón, sino de Demóstenes, cerebro principal de la misma, aunque el triunfo se lo apropió Cleón, quien aprovechó para triplicar el tributo de la confederación de Delos y aumentar a tres óbolos las dietas de los heliastas, con lo que se granjeó el favor del pueblo.
La derrota espartana sorprendió a toda a Grecia. Tal victoria sobre su infantería y, sobre todo, la presencia de una guarnición en Pilos, formada por mesenios de Naupacto y atenienses, suponía una gran amenaza para Laconia, por el eventual peligro de una sublevación de los hilotas.

## Hacia la Paz de Nicias

### Cleón y Brásidas
El éxito de Esfacteria había llevado al partido belicista de Atenas, dirigido por Cleón, a un programa de acciones que distaba de la política naval de Pericles, decantándose por las empresas guerreras terrestres.
La conquista de la isla de Citera en 424 a. C. por Nicias acarreó graves perjuicios al comercio peloponesio. Se apoderaron los atenienses del puerto de Nisea. Después un contingente ateniense pretendió la conquista de Beocia, pero sufrió una gran derrota en Delio, frente a los hoplitas beocios que, por primera vez, aplicaron la táctica de la falange en formación oblicua.
El general espartiata Brásidas dio un nuevo giro a la guerra, que hasta ese momento consistía en asolar el Ática y mantenerse a la defensiva en el Peloponeso. Sabían que el punto débil de Atenas estaba en Calcídica y en Tracia. Para llegar estas regiones los lacedemonios deberían pasar por Tesalia, que aunque oficialmente era aliada de Atenas, estaba dividida en filoatenienses y filoespartanos: el sector popular estaba de parte de Atenas y la rica aristocracia simpatizaba con Esparta.
Brásidas atravesó el istmo de Corinto, Beocia, Tesalia y se presentó en Calcídica donde incitó a sus habitantes a la sublevación.
Las ciudades de Acanto y Estagira se pusieron de su lado y su éxito más sobresaliente fue la conquista de Anfípolis. De este modo, Brásidas dio a los atenienses un golpe considerable en una zona en la que su imperio parecía estar muy seguro.
Tucídides, el historiador, entonces strategos y encargado de la defensa de la ciudad, no pudo evitar que fuera tomada por Brásidas. Esta pérdida era importante por su posición estratégica con respecto a Tracia y los Estrechos (Helesponto y Dardanelos), porque Anfípolis proporcionaba madera para construir barcos y porque contribuía financieramente. Tucídides fue castigado al ostracismo (destierro) por la ekklesía ateniense.
A raíz de la victoria espartana, numerosas ciudades calcídicas hicieron defección de la Confederación de Delos y las ricas minas de oro del Monte Pangeo pasaron a Esparta.
La situación de Atenas en Tracia se debilitó con la pérdida de otras poblaciones como Torone. Por todo esto, los atenienses se vieron obligados a subir las cuotas del tributo (eisphora), lo cual provocó la defección de otras ciudades aliadas.
Pero atenienses y espartanos encarnados en la persona de Nicias y Plistoanacte deseaban una paz cuanto antes, ya que estos últimos estaban muy preocupados de los prisioneros de Pilos, a quienes se ejecutaría si los peloponesios invadían de nuevo el Ática.
En consecuencia, en la primavera de 423 a. C., Laques gestionó una tregua de un año que parecía dejar una puerta abierta hacia la paz definitiva. Tucídides recoge su contenido en el que figuraban las diferentes líneas locales de demarcación en ambas fuerzas y sus posesiones territoriales. Ciertas cuestiones problemáticas quedarían sujetas a arbitraje.
Pero cumplido el plazo, la guerra se reanudó en Calcídica y prosiguieron las intrigas. La ciudad de Sición defeccionó de la Confederación de Delos y según el acuerdo debía haber sido devuelta a estos, pero Brásidas se negó.
Nicias logró atraerse a Pérdicas II de Macedonia y al príncipe Arrabeo de Lincéstide, consiguiendo alguna ventaja en el norte.
Cleón se presentó con un fuerte contingente y cosechó algunas victorias, entre las cuales cabe destacar la conquista de Torone, pero al acercarse a Anfípolis los espartanos le infringieron una severa derrota. Cleón y Brásidas murieron en la Batalla de Anfípolis en el año 422 a. C.

### La Paz de Nicias
La muerte de Cleón y Brásidas hizo desaparecer del escenario político a dos pertinaces partidarios de la guerra y permitió a Plistoanacte y a Nicias reanudar las negociaciones de paz.
Los acontecimientos de Delio y de Anfípolis otorgaron el protagonismo en la dirección de la guerra y por tanto, en la política ateniense, a los aristócratas, quienes capitaneados por Nicias querían volver al plan de Pericles, pues la guerra estaba arruinando la economía agrícola. A Nicias se oponían los demócratas radicales Hipérbolo y Pisandro.
También Esparta deseaba la paz. Entre otras cosas, quería que le devolviesen los 120 prisioneros de Esfacteria, puesto que le preocupaba la disminución el número de espartiatas.
En los primeros días del mes de abril del año 421 a. C. se firmó la paz por una duración de 50 años. Los puntos fundamentales recogidos por Tucídides eran:
- Atenas y Esparta volverían a la situación anterior a la guerra y debían por ello reintegrar todo lo conquistado durante la misma.
- Los espartanos y sus aliados recobrarían Pilos, Corifasio, Citera, Metana, Pteleo y Atalanta.[55]
- Canje de prisioneros.
- Liberación de los prisioneros por ambos bandos.
- Reconocimiento de la autonomía del Santuario de Delfos.